# 波佐見町
波佐見町（日语：／ Hasami chō */?）是位于日本長崎縣中部的城鎮，屬東彼杵郡，目前是長崎縣內唯一不臨海的自治體。
波佐見町以陶瓷器聞名，轄區內與陶瓷器相關的事業約有400個，約2000人從事相關工作、全日本一般家庭使用的食器約有13%生產於此。

## 歷史

### 年表
- 1889年4月1日：實施町村制，現在的轄區在當時分屬上波佐見村、下波佐見村。
- 1934年11月3日：上波佐見村改制為上波佐見町。[2]
- 1956年6月1日：上波佐見町和下波佐見村合併為波佐見町。

### 變遷表
| 1889年以前 | 1889年4月1日 | 1889年 - 1926年 | 1926年 - 1944年          | 1926年 - 1944年          | 1945年 - 1989年       | 1989年 - 現在         | 現在                  |
| ---------- | ------------ | --------------- | ------------------------ | ------------------------ | --------------------- | --------------------- | --------------------- |
|            | 上波佐見村   | 上波佐見村      | 1934年11月3日 上波佐見町 | 1934年11月3日 上波佐見町 | 1956年6月1日 波佐見町 | 1956年6月1日 波佐見町 | 1956年6月1日 波佐見町 |
|            | 下波佐見村   |                 |                          |                          | 1956年6月1日 波佐見町 | 1956年6月1日 波佐見町 | 1956年6月1日 波佐見町 |

## 交通

### 道路
高速道路
- 西九州自動車道：波佐見有田交流道

## 觀光景點
- 燒物公園、陶藝之館
- 古陶磁美術館「綠青」
- 肥前波佐見陶磁器窯遺跡
- 波佐見溫泉
- 波佐見陶器祭：4月29日～5月5日舉行
- 鬼木棚田
- 陶鄉中尾山

## 教育

### 高等學校
- 長崎縣立波佐見高等學校

### 中等學校
- 波佐見町立波佐見中學校

## 本地出身之名人
- 石橋尚登：職業棒球選手
- 今里廣記：企業家
- 原マルティノ：江戶時代初期的基督徒、天正遣歐少年使節的副使
- 福田清人：兒童文學作家

## 姊妹、友好都市

### 日本
- 枚方市（大阪府）：於1999年7月15日締結為市民交流都市。

### 海外
- 毛阿（巴西聖保羅州）：於1985年4月2日締結為姊妹都市

## 外部連結
- （日語） 波佐見町觀光協會 （页面存档备份，存于）
- （日語） 波佐見陶磁器工業協同組合 （页面存档备份，存于）